# Anestesia local en odontología

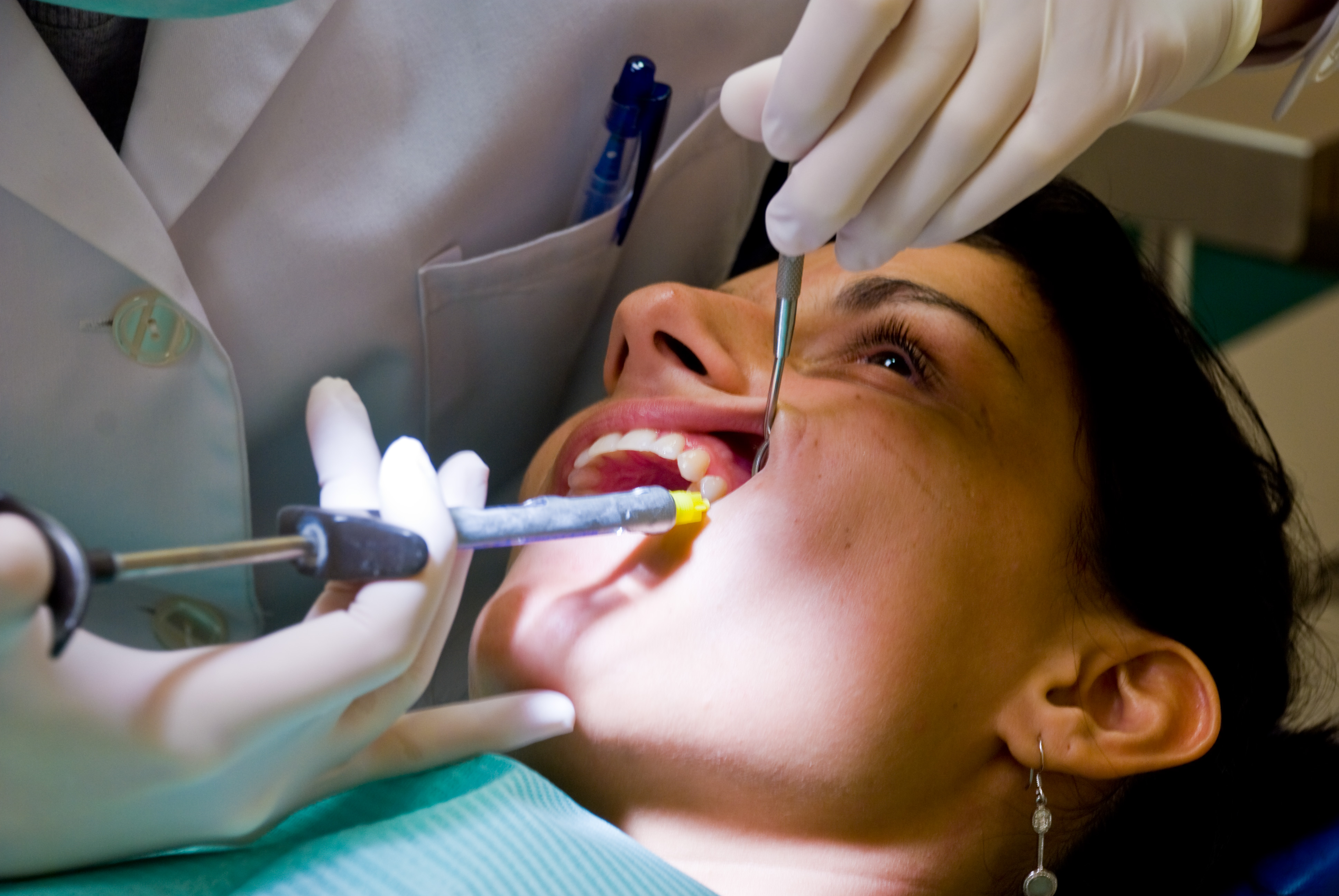
Anestesia local en la encía de una paciente

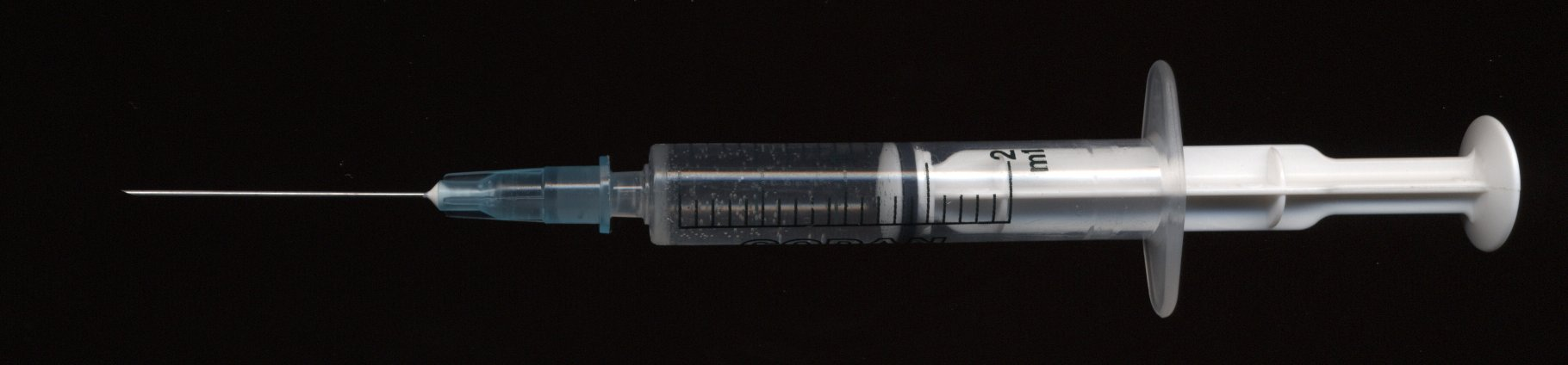
Jeringuilla hipodérmica desechable

Según Macouzet (2008), la palabra anestesia está formada por dos raíces griegas: an y estesia= sin sentir. La anestesia local es aquella que se aplica directamente sobre los tejidos de la zona que se va a intervenir. Se emplea para intervenciones menores sobre partes muy circunscritas. 
Los anestésicos son sustancias que inducen la incapacidad temporal de percibir un estímulo porque actúan en el sistema nervioso periférico o central (cerebro) para poder reprimir las respuestas al dolor, la presión y el tacto. Pueden aplicarse sobre las mucosas, de manera subcutánea (infiltración) o sobre un tronco nervioso (regional).
Los anestésicos locales tienen que ser depositados cerca del nervio de modo que se pueda producir la difusión óptima de éstos, proporcionando una anestesia profunda y una experiencia dental sin dolor. La importancia de esto se demuestra por el hecho de que cuando se le pide a los pacientes nombrar los factores más importantes a la hora  seleccionar a un dentista, los dos más importantes son: 
1. un dentista que no provoque dolor
2. una inyección indolora.[2]

Desafortunadamente, para no causar dolor, los anestésicos locales tienen que ser inyectados usando el cartucho, la jeringa y la aguja. Esto provoca miedo a las agujas (tripanofobia) y sus consecuencias, es decir, la aparición de síncope u otras emergencias médicas durante la inyección del anestésico local. Más de 50 % de las emergencias médicas que ocurren en los consultorios dentales sucede durante o inmediatamente después de la administración de un anestésico local.
Quizá ningún especialista en el área médica utilice tanto la anestesia local como el cirujano dentista, por lo que si no se conocen adecuadamente sus efectos farmacológicos, así como los cuidados que se deben de tomar antes y después de aplicarlos se convertirán en un verdadero problema para la atención de los pacientes.

## Historia de la anestesia local
Los Incas comenzaron operaciones con anestesia local utilizando  derivados de la planta de la coca. Los opiáceos comenzaron a utilizarse en Europa cuando el Dr. Scherzer de Austria usó en 1859 hojas de coca. La cocaína se aisló por Niemann en 1859. La historia de la anestesia local se asocia a la cocaína hasta 1904, mismo año en que se sintetizó la procaína. El Dr. Freud y el Dr. Koller utilizaron como anestésico local la cocaína en 1884, haciendo que la sustancia fuera aceptada como un anestésico por la Sociedad de Oftalmólogos Alemanes.

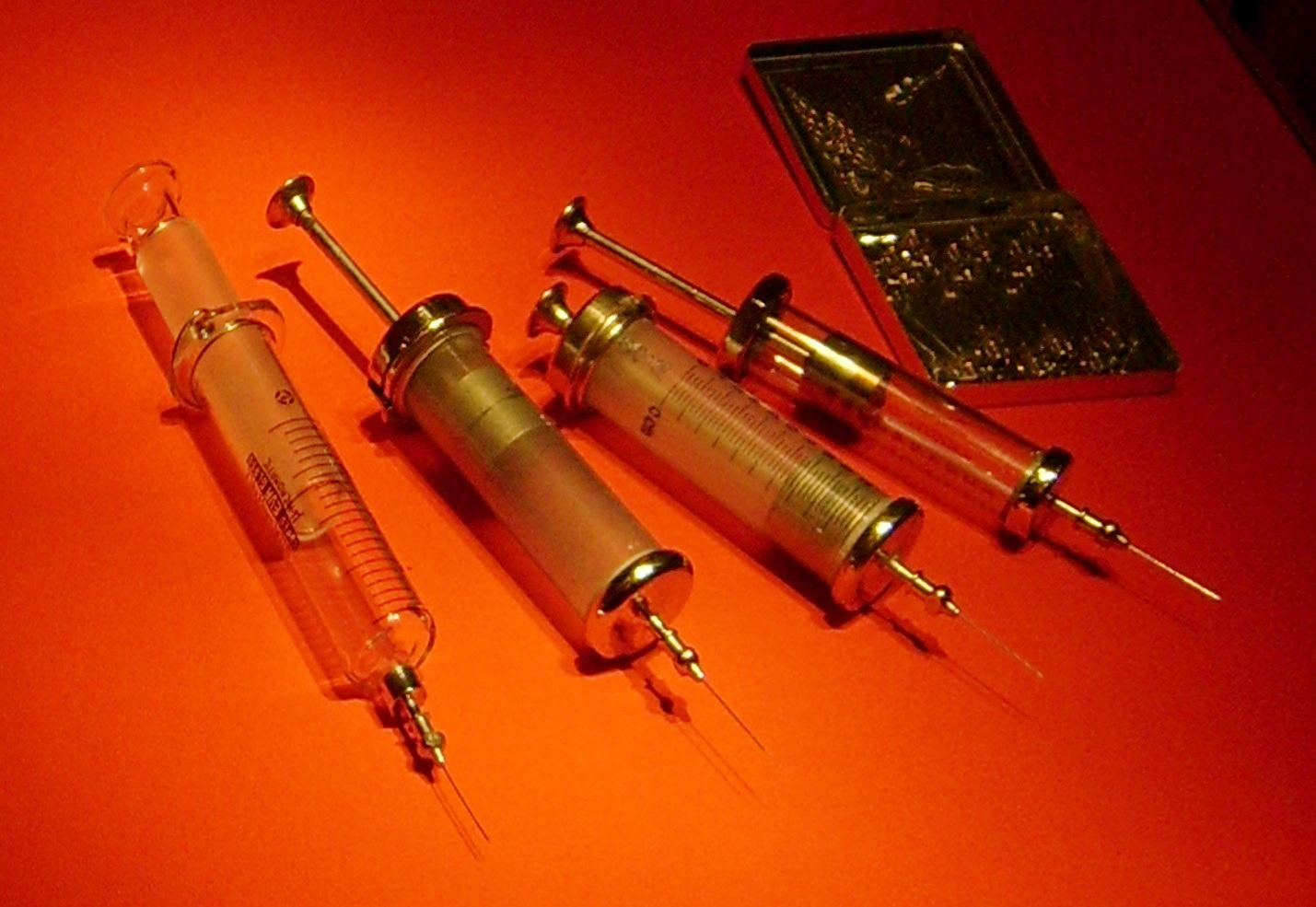
Jeringuillas antiguas

En 1884, la anestesia regional en la cavidad oral se realizó por primera vez por el cirujano Halsted, cuando él sacó una muela del juicio y sin dolor. Sin embargo, se observaron una serie de efectos adversos con el uso clínico de la cocaína. Por lo tanto, otros agentes anestésicos locales tuvieron que ser desarrollados. Singh, P. (2012).
La procaína, el primer anestésico local sintético, fue desarrollada por Alfred Einhorn y utilizada en 1905 por el Dr. Braun Löfgren y Lundquist en 1943 sintetizan la lidocaína. La lidocaína se comercializó en 1948 y actualmente es el anestésico local más utilizado en la odontología en todo el mundo. La mepivacaína, prilocaína, bupivacaína y etidocaína comienzan a desarrollarse, mientras que 1973 la articaína se sintetiza.  En 1936 Bieter comienza a utilizar diferentes concentraciones de epinefrina, mostrando la importancia de añadir un vasoconstrictor para aumentar su efecto y prolongar su tiempo de acción.

## Farmacología
La anestesia local se induce cuando se impide la propagación de potenciales de acción, de tal manera que la sensación no se puede transmitir desde la fuente de estimulación, tales como el diente o el periodonto al cerebro. Los anestésicos locales funcionan mediante el bloqueo de la entrada de iones de sodio a los canales, impidiendo así un potencial de acción.

## Anestesia local en odontología
Otero Cagide (2003) dice que hay dos métodos de anestesia local que se utilizan en la Odontología.
1. Anestesia tópica. Es utilizada para inhibir el dolor provocado por la inyección. Algunos ejemplos donde puede utilizarse son la extracción de dientes muy flojos, el manejo doloroso del borde gingival o la aplicación de bandas. Los anestésicos locales con buena acción tópica son la lidocaína y la tetracaína en solución al 5 y 10%, además de la benzocaína.
2. Anestesia local, que se subdivide en: 
  1. Anestesia por infiltración.
  2. Anestesia por bloqueo regional.

### Anestesia por infiltración

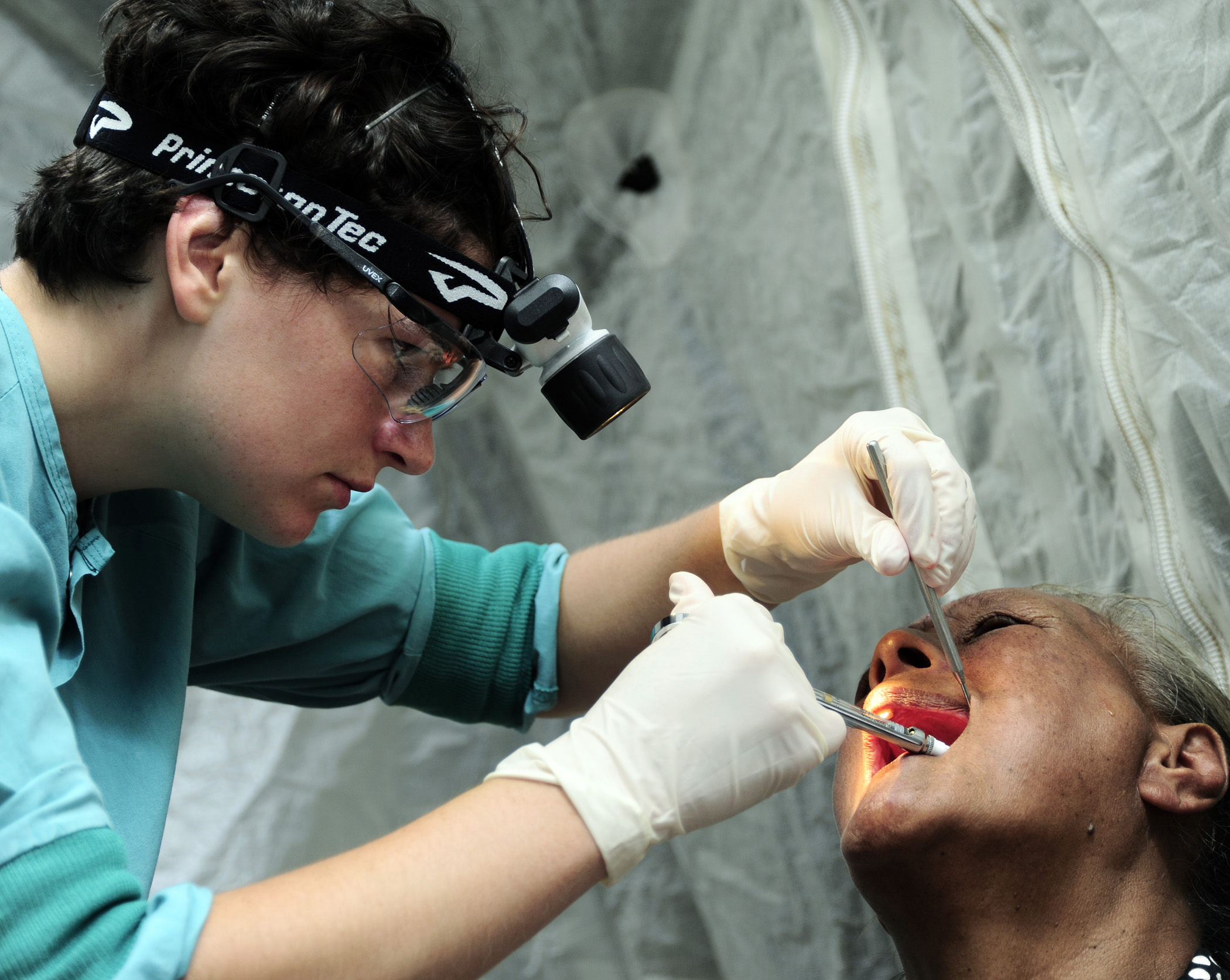
Anestesia local a una mujer en Tonga

El anestésico se deposita sobre tejidos blandos que cubren la zona a tratar. Hay diferentes clases de anestesia por infiltración:
a) Supraperióstica: El anestésico es depositado antes del periostio.
b) Subperióstica: El anestésico se deposita debajo del periostio.
c) Submucosa: El anestésico se inyecta en la  membrana mucosa (muy superficial).
d) Periodontal: Anestésico es inyectado en el ligamento.
e) Intraseptal: El anestésico se deposita en el tabique interdental (tratamientos periodontales).
f) Intraóseo: Primero debe colocarse anestésico de manera supraperióstica, perforar el hueso y volver a colocar anestésico. 
g) Intrapulpar: El anestésico es depositado directamente sobre la pulpa dentaria, forzándolo a través de la dentina hasta llegar a la cámara pulpar (endodoncia).
La infiltración es la más indicada para el maxilar debido a que el anestésico se inyecta en donde la capa ósea es delgada y compacta, difundiéndose desde el tejido óseo esponjoso hacia el vértice para alcanzar las terminaciones nerviosas. Sin embargo, se recomienda la anestesia por bloqueo cuando se necesita realizar un procedimiento en ambos cuadrantes del maxilar superior y se corre el riesgo de usar grandes cantidades de anestésico.

### Anestesia por bloqueo regional
En este tipo de bloqueo, la región total que inerva el nervio puede ser anestesiada completamente con una cantidad mínima de anestésico. Se utiliza para otorgar mayor tiempo de acción al anestésico, por lo que es muy importante la colocación precisa del anestésico cerca del nervio. Se realizan bloqueos regionales de las siguientes áreas:
a) Nervio infraorbitario
b) Nervio nasopalatino
c) Nervio palatino mayor
d) Nervio alveolar posterior superior
e) Nervio dentario inferior (lingual, bucal)
f) Nervio mentoniano

## Técnicas de inyección maxilar
Según Malamed (2013) existen diversos métodos de inyección para conseguir una anestesia adecuada. La elección de la técnica específica depende del tipo de tratamiento a realizar y pueden utilizarse las siguientes:
1. Supraperióstica (infiltración), recomendada para tratamientos limitados.
2. Inyección en el ligamento periodontal (intraligamentaria), recomendada como complemento a otras técnicas o para tratamientos limitados.
3. Inyección intraseptal, recomendada principalmente en las técnicas quirúrgicas periodontales.
4. Inyección intracrestal, recomendada para el tratamiento de un solo diente (principalmente molares mandibulares) cuando han fracasado otras técnicas.
5. Inyección intraósea (IO), recomendada para el tratamiento de piezas aisladas (principalmente los molares mandibulares) cuando han fracasado otras técnicas.
6. Bloqueo del nervio alveolar superior posterior (ASP), recomendado para el tratamiento de varios molares en un cuadrante.
7. Bloqueo del nervio alveolar superior medio (ASM), recomendado para el tratamiento de los premolares en un cuadrante.
8. Bloqueo del nervio alveolar superior anterior (ASA), recomendado para el tratamiento de las piezas dentarias anteriores en un cuadrante.
9. Bloqueo del nervio maxilar (segundo ramo, V2), recomendado para tratamientos extensos en la boca, el paladar o las pulpas en un cuadrante.
10. Bloqueo del nervio palatino mayor (anterior), recomendado para el tratamiento del paladar duro y del paladar blando distal al canino en un cuadrante.
11. Bloqueo del nervio nasopalatino, recomendado para el tratamiento del paladar duro y el paladar blando bilateral, de canino a canino.
12. Bloqueo del nervio alveolar superior medio anterior (ASMA), recomendado para tratamientos extensos de las piezas dentarias anteriores y de los tejidos blandos y duros del paladar y de la boca.
13. Bloqueo del nervio alveolar superior anterior a través del paladar, recomendado para el tratamiento de las piezas dentarias anteriores del maxilar y sus tejidos blandos y duros en el paladar y en la cara.

## Técnicas de inyección mandibular
Malamed (2013) menciona que hay diferentes técnicas de inyección mandibular, como las siguientes:
1. Bloqueo del nervio alveolar inferior (BNAI), recomendado para procedimientos en varios dientes inferiores en un solo cuadrante, donde sea necesario anestesiar tejidos blandos linguales y bucales.
2. Bloqueo del nervio bucal, recomendado para anestesiar tejidos blandos y periostio bucal de los molares inferiores.
3. Bloqueo del nervio mandibular: técnica de Gow-Gates, recomendado para procedimientos que impliquen varios dientes inferiores, cuando es necesario anestesiar tejidos blandos bucales, linguales y cuando el bloqueo del nervio alveolar inferior fue ineficaz.
4. Bloqueo del nervio mandibular de Vazirani  Akinosi, se realiza con la boca cerrada y está indicada cuando el paciente tiene limitación de la apertura mandibular. Se utiliza tratar varios dientes inferiores o cuando hay  dificultad de visualizar los puntos de referencia para un bloqueo del dentario inferior.
5. Bloqueo del nervio mentoniano, se anestesia la mucosa vestibular en la región de los dientes centrales y labio inferior.
6. Bloqueo del nervio incisivo, indicado para procedimientos que requieren anestesia pulpar de dientes anteriores inferiores al agujero mentoniano y cuando el bloqueo del dentario inferior no está indicado.

### Sugerencias para obtener una anestesia local satisfactoria

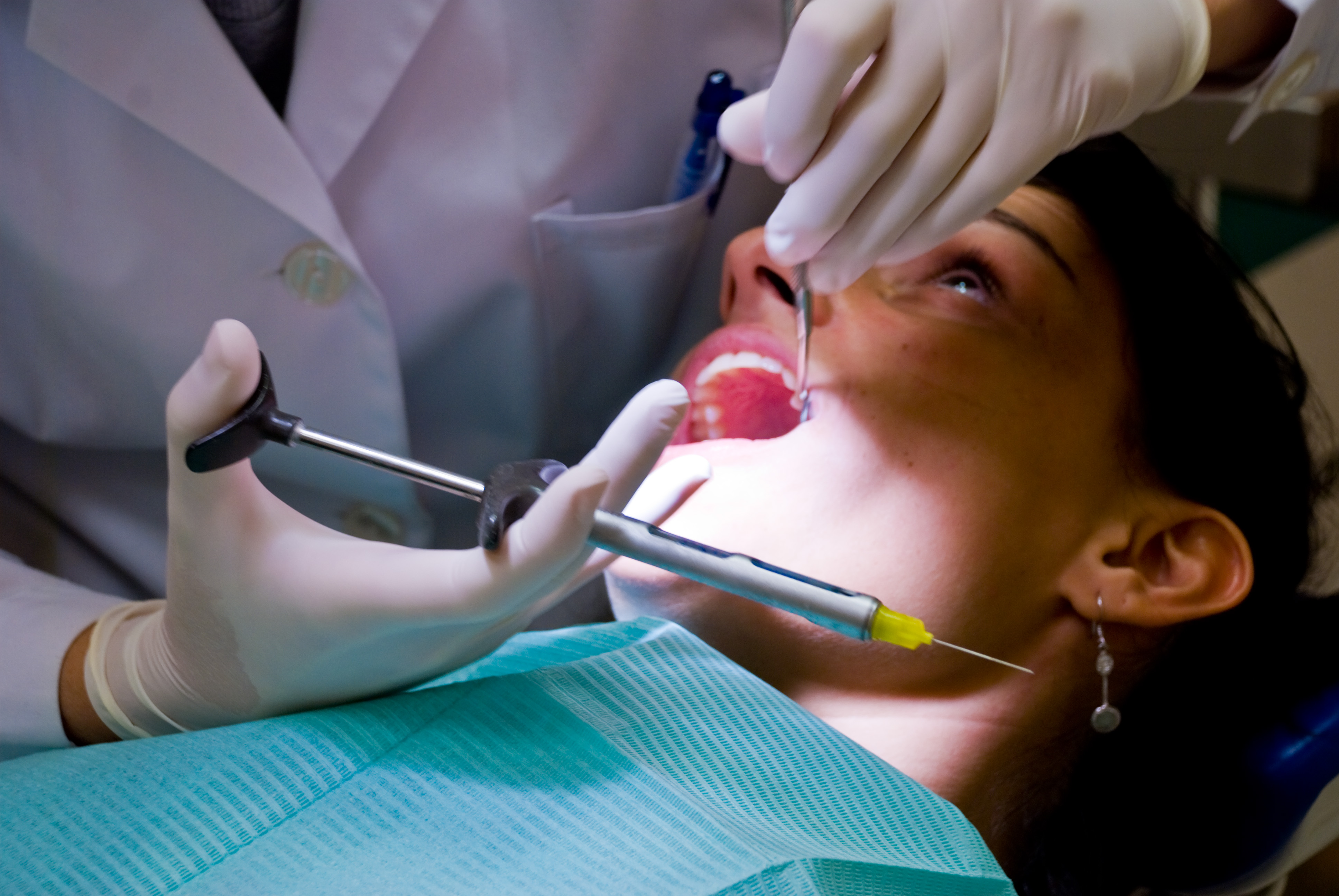
Preparación de la paciente antes de la anestesia

Malamed (2013) da las siguientes recomendaciones para lograr un buen efecto anestésico:
- La evaluación médica del paciente debe ser completa.
- Manejar la ansiedad, el miedo y la aprensión que puede sentir.
- Aplicar anestésico tópico si tranquiliza al paciente.
- El anestésico debe ser el adecuado para el paciente y para su tratamiento.
- Utilizar vasoconstrictores, si es posible (si no sufre de hipertensión arterial).
- Utilizar jeringas con succión.
- Las agujas deben ser desechables, afiladas, rígidas y de longitud adecuada.
- Inyectar lentamente el anestésico.[9]

## Cómo seleccionar un anestésico local
Debe tomarse en cuenta el estado físico y mental  del paciente, además de realizarse una historia clínica completa y  tomar las siguientes consideraciones:
- Reconocer el nivel de ansiedad de un paciente y su riesgo médico.
- Considerar la experiencia personal en el uso de los anestésicos, así como la del paciente.
- Tomar en cuenta la clasificación del estado físico del paciente de la American Society of Anesthesiologist (ASA):
  - a) ASA I: Paciente normal saludable.
  - b) ASA II: Paciente con una leve enfermedad sistémica.
  - c) ASA III: Paciente con una grave enfermedad sistémica que limita su actividad pero no lo incapacita.
  - d) ASA IV: Paciente con una enfermedad sistémica incapacitante que limita su actividad y existe amenaza de muerte.
  - e) ASA V: Paciente moribundo.[9]

Otros puntos importantes a considerar en la selección del anestésico son: 
1. Duración y tipo de inervación
- El anestésico debe durar el período quirúrgico planeado
- No deben aplicarse dosis de vasoconstrictores extras para prolongar el efecto de los anestésicos de corta y mediana duración, es mejor seleccionar un anestésico de mayor tiempo de acción
- Debe tomarse en cuenta el tipo de cirugía o tratamiento y su duración aproximada

2. Enfermedades previas
Principalmente enfermedades sistémicas:
- Insuficiencia cardiaca
- Hipertensión

- Diabetes mellitus

- Arritmias cardiacas

- Riesgo de endocarditis bacteriana

- Alergias

- Insuficiencia hepática

- Embarazo

- Enfermedades pulmonares[4]

### Selección del anestésico local para pacientes especiales[10]
Es muy común atender pacientes con problemas diferentes y condiciones sistémicas particulares, por lo que se debe conocer el anestésico local adecuado para cada uno, sus interacciones medicamentosas y si hay contraindicaciones o se requiere de ciertos cuidados. 
Por lo que se define como a un paciente especial estomatológico al que presenta signos y síntomas que no son normales (físico, mental) y que para su atención deben realizarse maniobras especiales y/o contar con el equipo especial y personal capacitado para brindar mejor atención.
Algunos pacientes especiales según Macouzet (2008) son:
1.	Pacientes adultos no cooperadores.
En estos pacientes es muy importante controlar el estrés, explicándole el tratamiento a realizar. Se empieza por lo más simple, con la finalidad de que el paciente esté más tranquilo y cooperador.
2.	Pacientes asmáticos.
Lo importante en los pacientes asmáticos es reducir el estrés, ya que esto va a producir broncoconstricción, presentando los siguientes signos y síntomas: disnea, pillido al respirar, cianosis, taquicardia y mayor ansiedad. Hay que evitar que se infiltren grandes concentraciones de vasoconstrictor; se recomienda aplicar anestésico con vasoconstrictor a dosis ponderales, lo ideal sería epinefrina, ya que también es broncodilatadora. Se puede utilizar cualquier tipo de anestésico local amida.
3.	Pacientes diabéticos.
No existe ninguna contraindicación, los anestésicos del tipo amida no presentan interacciones medicamentosas con los medicamentos para diabetes mellitus; se recomienda utilizar dosis bajas de vasoconstrictor. Se recomienda utilizar anestésicos sin epinefrina ya que inhiben la secreción de la insulina y, por consiguiente, se presentarán concentraciones altas de glucosa en la sangre.
4.	Pacientes con problemas cardiovasculares.
Los pacientes con este tipo de problemas utilizan los siguientes medicamentos:
- Anticoagulantes: Heparina, warfarina.
- Antiarrítmicos: Amiodarona, metoprolol.
- Antianginosos: Nifedipino, isosorbida.
- Hemorreológicos: Pentoxifilina.

No existe interacción medicamentosa con los anestésicos tipo amida. Con el propranolol no se recomienda el uso de lidocaína Se puede incrementar la concentración plasmática de lidocaína hasta en 30%. Pacientes que ya lo toman tienden a presentar niveles de lidocaína más elevados; la combinación debe evitarse. 
5. Pacientes con metahemoglobinemia.
Evitar la prilocaína, se debe de utilizar cualquier otro tipo de anestésico amida.
6. Pacientes embarazadas.
La atención dental durante el embarazo debe ser muy cuidadosa, ya que se pueden producir cambios hormonales y circulatorios que se manifiestan por alteraciones en la mucosa oral. Los anestésicos locales y otros medicamentos utilizados por el odontólogo, no tienen poder teratogénico durante el primer trimestre. Sin embargo, deben emplearse con prudencia durante este periodo. Por lo general, no se debe utilizar prilocaína con felipresina, ya que esta última actúa a nivel arterial periférico y sobre todo en el último trimestre puede favorecer la aparición contracciones uterinas.
7. Pacientes con problemas renales significativos.
Uso juicioso del anestésico, y a dosis menores que las ponderales.
8. Pacientes con problemas hepáticos significativos 
Uso juicioso del anestésico, y a dosis menores que las ponderales.
9. Pacientes con problemas de hiperparatiroidismo
Uso juicioso del anestésico, sobre todo del vasocontrictor y a dosis menores que las ponderales.
10. Pacientes con autismo
Se manejan de forma similar a los pacientes no cooperadores, mas en este caso se debe al hecho de que el autismo puede generar hipersensibilidad.

## Contraindicaciones para la anestesia local
Otero Cagide (2003) menciona que hay 2 tipos de contraindicaciones para la anestesia local:
a)	Absolutas
- No aceptación por parte del paciente.
- Área inflamada.
- Alteraciones de la formación del coágulo.
- Deficiencia cardiaca.
- Reacción alérgica previa a algún fármaco específico.

b)	Relativas
- Bloqueo auriculoventricular.
- Embarazo.
- Retardo mental severo.
- Defectos en la conducción cardiaca.[8]

## Tiempo de duración de los anestésicos
Otero Cagide (2003) divide la duración de los anestésicos en 3 categorías:

### Corta acción
1. Sin vasoconstricción
2. Tiempo de duración menor a los 30 minutos
3. Lidocaína, mepivacaína, prilocaína

### Mediana acción
1. Con vasoconstrictor
2. Tiempo de duración 30-90 minutos
3. Con epinefrina 1:100000: articaína
4. Con epinefrina 1:200000: mepivacaína, articaína, lidocaína

### Larga acción
1. Con o sin vasoconstrictor
2. Tiempo de acción de más de 90 minutos
3. Con epinefrina 1:200000: atidocaína
4. Sin vasocostrictor bupivacaína[8]

## Reversión de la anestesia local
La fentolamina (OraVerse) es un bloqueador de los receptores alfa formulado en cartuchos dentales. Cuando se inyecta en el mismo sitio donde se administró anestesia, se dilatan los vasos, lo que lleva a una mayor absorción de anestésico local, que acorta la duración de anestesia. Es probable que reciba un uso limitado debido a su alto precio y el hecho de que la anestesia es benéfica durante el período postoperatorio para el manejo del dolor. Sin embargo, puede ser útil en el tratamiento de los niños pequeños o pacientes con necesidades especiales que pueden ser propensos a las lesiones autoinfligidas mientras que los tejidos permanecen adormecidos.

## Complicaciones locales producidas por las técnicas de anestesia local
Otero Cagide (2003) menciona las siguientes complicaciones locales:
1) Dolor: Provocada por la inyección en un ligamento, músculo, glándula parótida o en la ATM. Otra causa es la inyección demasiado rápida que produce distensión de tejidos y dolor. Realizar múltiples punciones también causa lesión tisular y dolor.
2) Trismus: Consecuencia de atravesar con la aguja algún músculo, ligamento o aplicarles el anestésico. El material contaminado puede ser otra causa. 
3) Infección: La presencia de trismus, temperatura y dolor se debe al uso de agujas o soluciones contaminadas o el paso de bacterias de estructuras superficiales a estructuras profundas. Se hace aparente 24 horas después de haber hecho el procedimiento. Su tratamiento es con antimicrobianos. 
4) Necrosis de la mucosa: Generalmente sólo se detecta en paladar duro, donde la membrana es muy rígida y poco elástica. Pequeñas cantidades de anestésico local pueden elevar la presión intraepitelial, produciendo isquemia tisular. Estas necrosis son producidas por inyección a mayor presión o por altas dosis de vasoconstrictores. 
5) Daño nervioso: Los anestésicos locales tipo éster o amida no producen ningún daño nervioso. La pérdida o alteración de las sensaciones pueden ser la consecuencia de lesiones mecánicas durante la inyección. El peligro de que una inyección cause lesión nerviosa directa es mayor cuando el paciente ya sido anestesiado en la misma área. Los síntomas de alarma tales como dolor tipo toque o la parestesia en ocasiones no aparecen. 
Los síntomas después de la remisión son: anestesia persistente, hiperestesia, parestesia o alteración neurológica de las áreas afectadas. Pueden durar algunas semanas o inclusive meses. 
6) Parestesia  facial temporal: Puede producirse por una anestesia retromandibular accidental. Los signos clínicos corresponden a una parálisis parcial o total del nervio. Los síntomas desaparecen cuando el anestésico es eliminado. El paciente debe ser informado de la causa del accidente y del curso del problema. 
7) Isquemia local: Si un anestésico local combinado con un vasoconstrictor se inyecta directamente en la arteria, puede llegar a producir una reacción cutánea. Este efecto no requiere ningún tratamiento debido a que los signos desaparecen al eliminarse el anestésico.
8) Complicaciones técnicas: La ruptura de una aguja, o la reabsorción de un pedazo de éstas se puede prevenir usando materiales de buena calidad. Si la aguja llegara a romperse es necesario remover el fragmento totalmente, pero en caso de duda deben realizarse estudios radiológicos de cabeza, cuello, tórax y vías digestivas.
9) Intoxicación por anestésicos locales.
Se puede producir por dos razones:
- Sobredosis absoluta
- Sobredosis relativa (inyección en un vaso o absorción muy rápida en un área inflamada)

Hasta 20% de las infiltraciones se introducen en un vaso arterial. Si se llega a dar una inyección intraarterial, el anestésico alcanzará al sistema nervioso central por vía retrógrada. Puede bloquearse la conducción de impulsos a nivel del sistema nervioso central y del corazón debido a la alta solubilidad de los anestésicos en grasas, permitiendo su paso a través de la barrera hematoencefálica. En el corazón puede ocasionar insuficiencia de bomba debido a que en este nivel se reduce la fracción de eyección; las manifestaciones cardiacas únicamente se presentan en caso de intoxicación masiva. Los síntomas neurológicos son más importantes debido a la mayor sensibilidad que tiene a los anestésicos. 
10) Reacción anafiláctica: Una reacción de este tipo siempre es posible, aunque era más frecuente durante el uso de anestésicos locales tipo éster.  Los causantes pueden ser los conservadores, los radicales laterales o el anillo de benzeno. Algunos síntomas son: urticaria, ansiedad, comezón, inflamación de las mucosas, náusea, vómito, broncoespasmo, falla circulatoria o respiratoria, hipotensión arterial, taquicardia o choque anafiláctico evidente.
Además de éstas, Mario P. (2007) 
1. Descamación de tejidos: Es causada por una exposición prolongada del tejido al anestésico local (generalmente tópicos), lo que ocasiona irritación.
2. Mordedura del labio, mejillas o lengua: Suele ocurrir en niños, generalmente cuando están comiendo por lo que es importante recomendar no ingerir alimentos hasta que haya pasado el efecto del anestésico.[12]

Mientras que Singh (2012) agrega dos complicaciones más:
1. Síndrome de Horner: Una rara complicación después de un bloqueo del nervio dentario inferior, reportado por Campbell et al., es el desarrollo del síndrome de Horner. Esto surge debido a la penetración del anestésico local a través de los espacios faríngeos y prevertebrales, provocando el bloqueo del ganglio estrellado.

Las características del síndrome son: enrojecimiento de la cara en el mismo lado, ptosis de los párpados, la vasodilatación de la conjuntiva, constricción pupilar y una erupción en el cuello, la cara, el hombro y el brazo.
1. Ceguera temporal: Ha sido reportada después del bloqueo del nervio alveolar posterior debido a una gran cantidad de anestésico local bajo una gran presión de difusión a través de la fisura orbitaria inferior y al entrar en contacto con el nervio óptico.

## Accidentes y complicaciones de la anestesia
Carlos Macouzet Olivar (2008) por su parte,  divide en 2 las posibles complicaciones que pueden surgir:
- Accidente: Son todos los efectos no deseados que ocurren antes, durante o después de aplicar un anestésico local.
- Complicación: Efectos que ocurren minutos, horas, días, semanas o meses después de aplicar un anestésico local.

A)	Lipotimia: Es la pérdida repentina de conocimiento dada porque la presión arterial descendió de manera repentina. El paciente puede presentar sudoración fría, mareo, náuseas o palidez y puede ser desencadenado por el miedo a la inyección.
B)	Síndrome de hiperventilación:  Si el paciente está muy nervioso o comienza a sentir pánico puede comenzar a hiperventilar, debido a que su cuerpo busca mantener el nivel de oxígeno necesario en sangre.
C)	Dolor agudo a la punción: Cuando la aguja toca un nervio, provocará dolor (como un calambre o un toque eléctrico) al paciente. Podrá durar desde algunas horas hasta días pero desaparecerá sin ningún problema. Generalmente es más común en el bloqueo al dentario inferior.
D)	Ruptura de la aguja: Puede darse debido a la mala calidad de la aguja que se utilizó o si se hace un movimiento muy brusco al momento de estar aplicando la inyección.  Algunas maneras de prevenirlo son: no forzar la aguja mientras atraviesa los tejidos, no usar agujas despuntadas, utilizar la aguja del calibre adecuado y no realizar movimientos bruscos cuando se vaya a retirar o introducir la aguja.
E)	Hematoma: Es formado por la infiltración de sangre al tejido adyacente, esto ocasiona que la sangre salga constantemente y de manera lenta. Si se llega a perforar un vaso sanguíneo habrá poca salida de sangre, aunque no es muy común debido a que los vasos se desplazan.
Existen tres tipos de hematomas:
- Subcutáneo: debajo de la piel.
- Intramuscular: dentro de la parte protuberante del músculo subyacente.
- Perióstico: en el hueso.

Los hematomas pueden durar desde días hasta meses, y el hematoma perióstico es el más doloroso.
F)	Dolor posoperatorio en el sitio de la punción: Puede ser provocado por utilizar agujas despuntadas, una inyección rápida, o introducir algún antiséptico a tejidos.
G)	Infección en el sitio de la punción: Generalmente ocurre debido a que hubo una incorrecta antisepsia del área o a que la aguja utilizada no estaba estéril. Si la infección se disemina a otras regiones el paciente podrá presentar abscesos, trismus, dolor, fiebre, entre otros.

## Recomendaciones

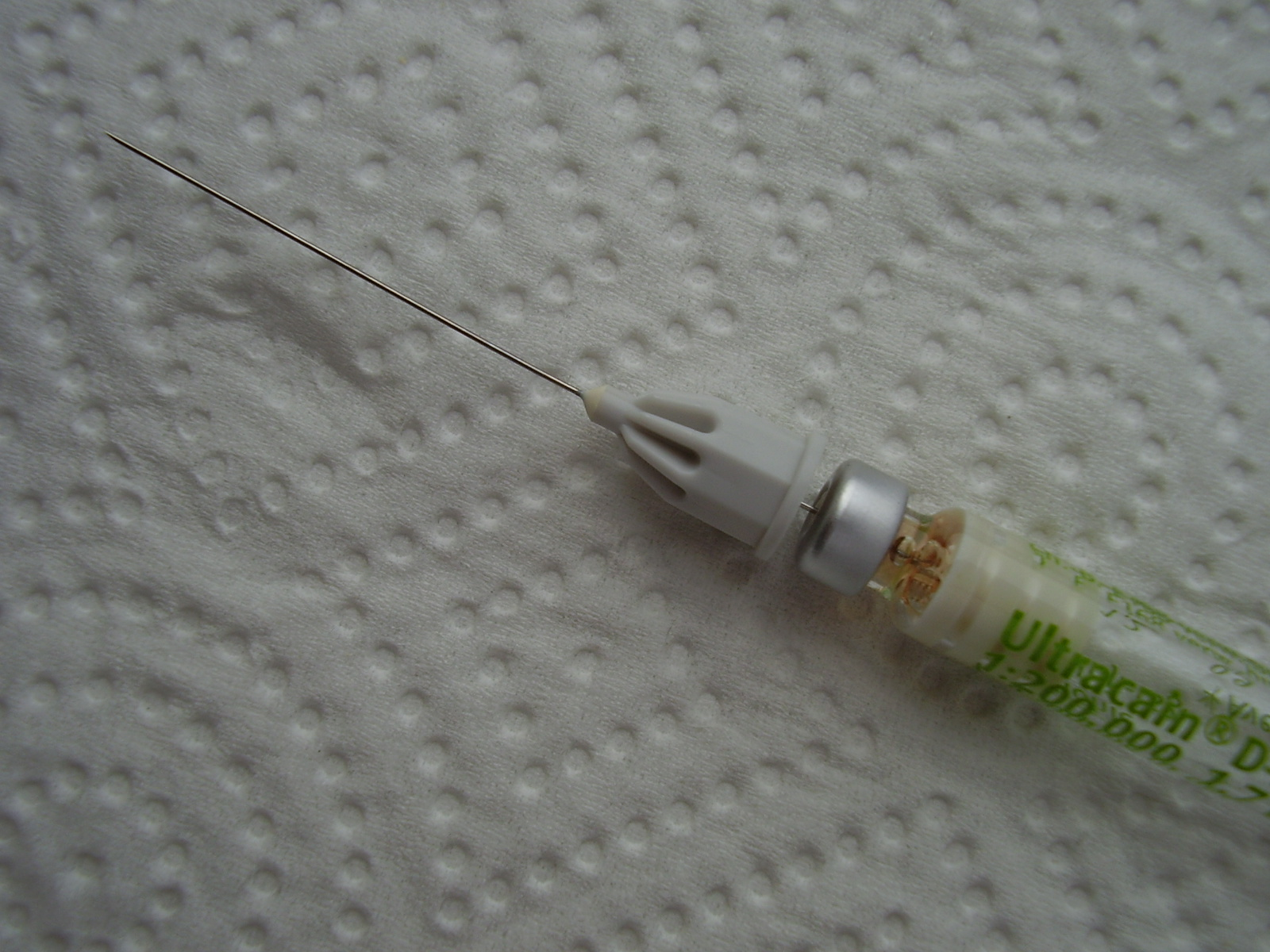
Aguja y jeringuilla

Es muy importante conocer la dosis máxima del anestésico que se administrará al paciente según Otero Cagide (2003), así como del vasoconstrictor que se utilizará. Las recomendaciones generales son:
- Tomar en cuenta la edad, peso y condiciones generales del paciente.
- Aplicar la dosis mínima de anestésico.
- Conocer la dosis máxima posible de los vasoconstrictores y anestésicos locales.
- Investigar la historia médica del paciente (alergias, enfermedades hepáticas y metabólicas, alteraciones respiratorias y cardiovasculares).
- No abandonar al paciente después de aplicar la anestesia.
- Practicar aspiraciones.[5]